# Marzanabad
Marzanābād (farsi مرزن‌آباد) è una città dello shahrestān di Kalardasht, nella provincia del Mazandaran in Iran. Aveva, nel 2006, una popolazione di 5.078 abitanti. Si trova sulla strada principale che collega Chalus a Teheran nel punto dove si trova la deviazione per Kalardasht.